# Daniel Larsson (skådespelare)
Daniel Larsson, född 20 januari 1975 i Bandhagen, är en svensk skådespelare.

## Biografi
Larsson var i ungdomen en fotbollsspelare och spelade bland annat i allsvensk pojklagsserie för Djurgården. Larsson började spela amatörteater i teatergruppen Ung utan pung 1989. Han började senare spela fri teater i gruppen Svea sträng och turnerade runt i Sverige. Han TV-debuterade 1992 i Rederiet och kom därefter främst att medverka i olika TV-serier som Längtans blåa blomma (1998), Skilda världar (1999) och Hotel Seger (2000). 2002–2004 blev han uppmärksammad för sin roll som Kim i den hyllade ungdomsserien Spung. 2002 spelade han också i Mio, min Mio på Stockholms Stadsteater.
Han var år 2008 med i ICA-reklamen som Pierre Silver. Larsson har även medverkat i teateruppsättningar på Kulturkammaren i Norrköping. År 2010 spelade han Macbeth på Romateatern på Gotland.
Daniel Larsson är yngre bror till Patrik Larsson som också han är skådespelare som setts bland annat i Cirkus Möller.

## Filmografi
- 1992 – Rederiet (TV-serie)
- 1995 – Anmäld försvunnen (TV-serie)
- 1996 –  Vinterviken
- 1997 – Beck – Spår i mörker
- 1998 – Längtans blåa blomma (TV-serie)
- 1998 – S:t Mikael (TV-serie)
- 1999 – Ett litet rött paket (TV-serie)
- 2000 – Syskonsalt (TV)
- 2000 – Låt stå! (TV-serie)
- 2000 – Brottsvåg (TV-serie)
- 2000 – Hotel Seger (TV-serie)
- 2000 – Ringmärkt
- 2002–2004 – Spung (TV-serie)
- 2004 – Strandvaskaren
- 2004 – Rånarna
- 2005 – Sandor slash Ida
- 2005 – Coachen (TV-serie)
- 2005 – Nära huden
- 2006 – Bota mig! (TV-serie)
- 2006 – 30 år
- 2007 – Ritalin
- 2007 – Surf's Up
- 2009 – 183 dagar (TV-serie)
- 2009 – Oskyldigt dömd (TV-serie)
- 2010 – Kommissarie Winter (TV-serie)
- 2012 – Prime Time
- 2013 – Känn ingen sorg
- 2013 – Den fördömde (TV-serie)
- 2014–2015 – Blå ögon (TV-serie)
- 2014 – Kim
- 2015 – Johan Falk: Ur askan i elden
- 2015 – Johan Falk: Tyst diplomati
- 2015 – Johan Falk: Blodsdiamanter
- 2018 – Morden i Sandhamn (TV-serie)
- 2018 – Svartsjön (TV-serie)
- 2020 – Åreakuten (TV-serie)

## Teater

### Roller (ej komplett)
| År   | Roll           | Produktion                       | Regi              | Teater                 |
| ---- | -------------- | -------------------------------- | ----------------- | ---------------------- |
| 2002 | Bosse/Mio      | Mio, min Mio Kristina Lugn       | Stina Ancker      | Stockholms stadsteater |
| 2006 | Adso från Melk | Rosens namn Umberto Eco          | Jasenko Selimović | Göteborgs Stadsteater  |
| 2006 |                | Körsbärsträdgården Anton Tjechov | Rimas Tuminas     | Göteborgs Stadsteater  |
| 2010 | Macbeth        | Macbeth William Shakespeare      | Thomas Segerström | Romateatern            |